# Göbekli Tepe

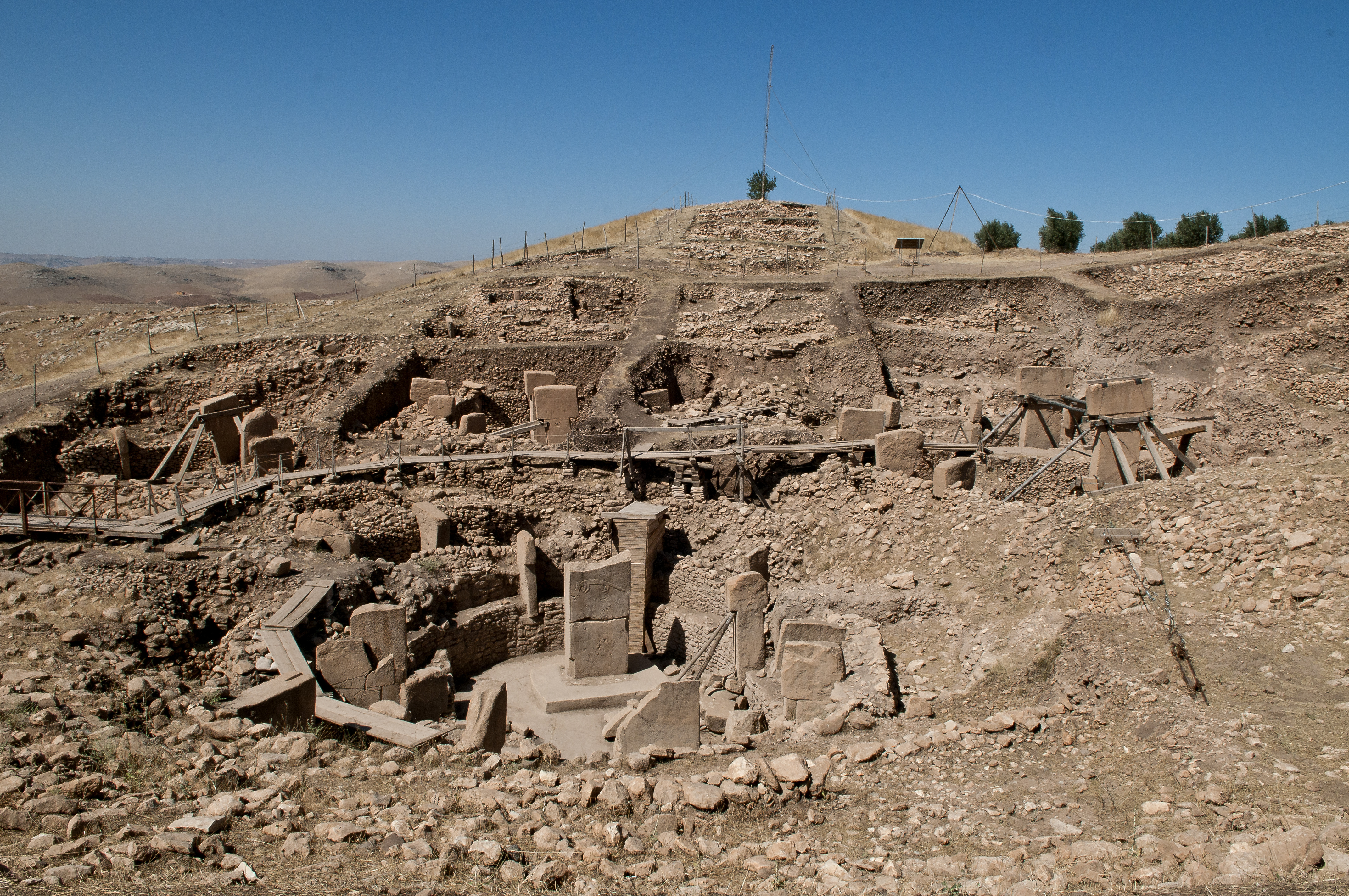
Gesamtansicht des Grabungsfelds mit den Anlagen A–D, Zustand 2011

Koordinaten: 37° 13′ 22,8″ N, 38° 55′ 20,5″ O

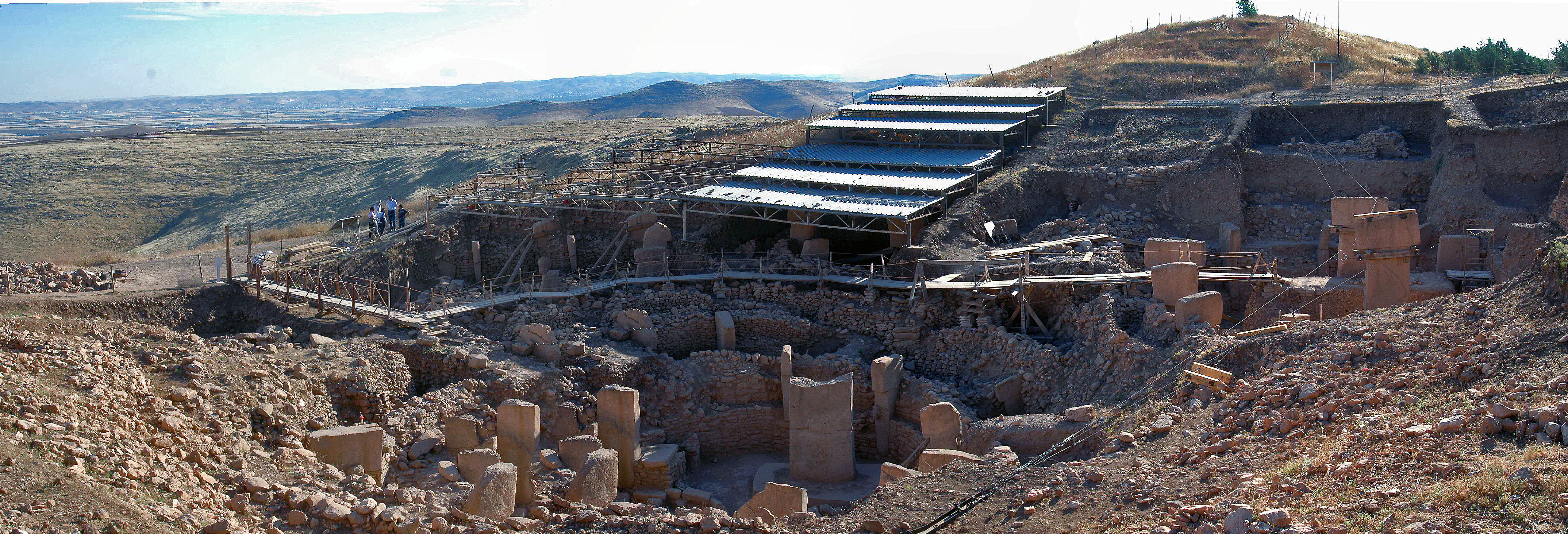
Das Grabungsfeld am 25. Mai 2010 von Osten

Göbekli Tepe (türkisch für ‚bauchiger Hügel‘, kurdisch Xirabreşk) ist der Name einer geographischen Erhebung, auf der seit jüngerer Gegenwart die derzeit ältesten bekannten Großbauten der Menschheit archäologisch untersucht werden.
Die Funktion dieser 1994 von Klaus Schmidt entdeckten prähistorischen Anlagen wird kontrovers diskutiert. Am etabliertesten ist die von Schmidt aufgestellte Hypothese, dass es sich um jungsteinzeitliche Bergheiligtümer handelt, deren Errichtung mit einem Arbeitsaufwand einherging, den zu erbringen nur ein gruppenübergreifendes Bündnis in der Lage gewesen sei. In dieser kognitions-archäologisch konzipierten Betrachtung gilt das Dasein der Monumente als Beleg der These, dass die überschaubar kleinen Jäger-und-Sammler-Gruppen des Homo sapiens bereits vor zwölftausend Jahren fähig waren, politische Organisationen zu vereinbaren.
Der Fundort Göbekli Tepe liegt im türkischen Teil Mesopotamiens, 15 Kilometer nordöstlich der südostanatolischen Stadt Şanlıurfa, auf dem mit 750 Metern höchsten Punkt der langgestreckten Bergkette von Germuş. Der Grabungshügel selbst stellt keine natürliche Erhebung dar, sondern ist ein Tell, dessen Schichten infolge wiederholter Besiedlung nach oben wuchsen. Seine Höhe beträgt ungefähr 15, sein Durchmesser an der Basis rund 300 Meter. Seit Mitte der 1990er Jahre werden seine Inhalte von einem Langzeitprojekt des Deutschen Archäologischen Instituts ausgegraben.

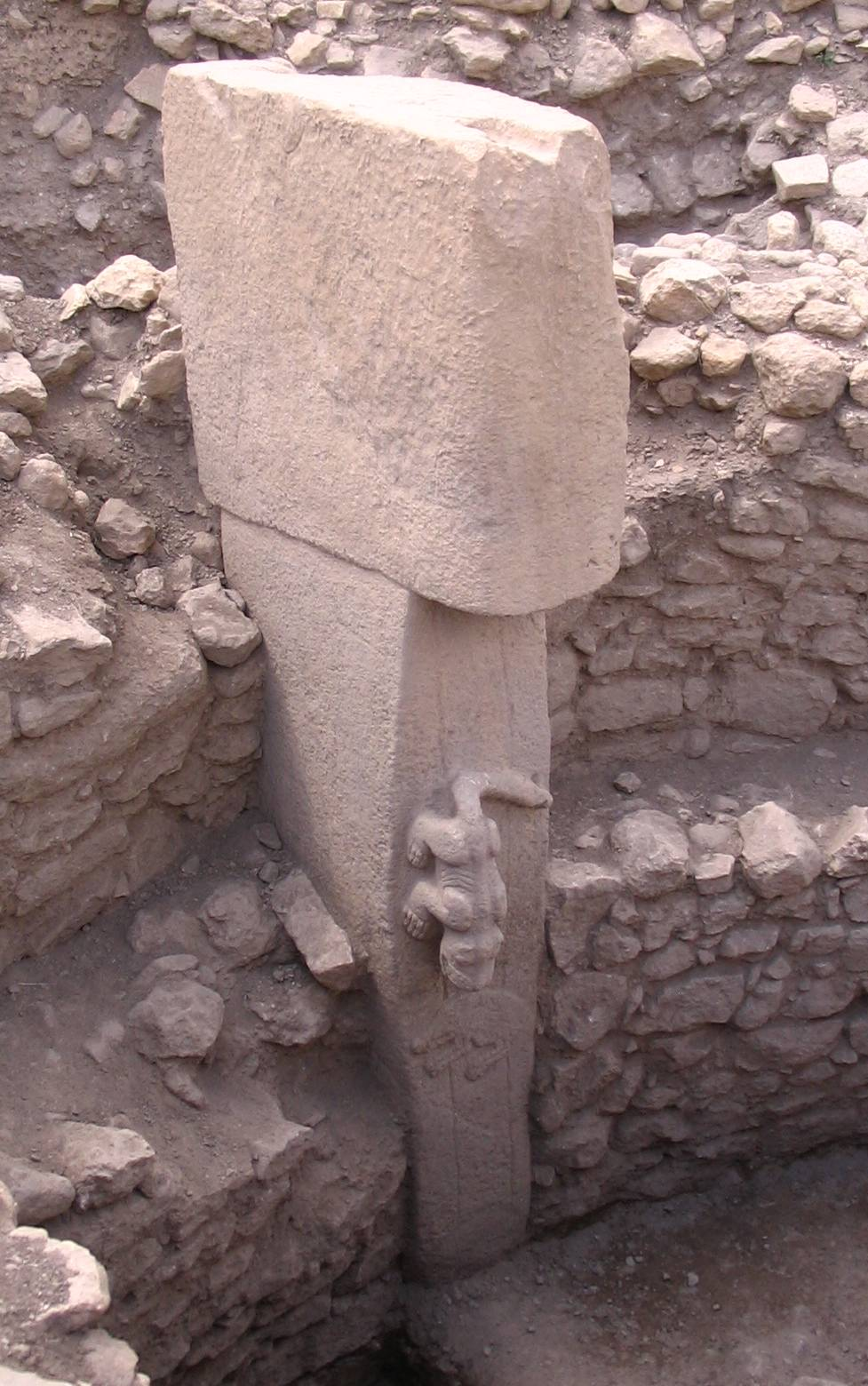
Darstellung eines Löwen (?) auf dem Bauch eines der Pfeiler. Sein Kopf scheint mächtige Kinnladen zu haben, ein Augenpaar und eine tiefe Zornesfurche an der Stirn.

Gegenwärtig unterscheidet man zwei Phasen der Entstehung des Hügels. Die erste reicht bis in das 10. Jahrtausend v. Chr. zurück. Aus dieser Epoche, dem frühen Präkeramischen Neolithikum A, stammen sieben der bislang ausgegrabenen Steinanlagen. Ihre markantesten Teile sind die sog. T-Pfeiler mit ihren kunstvoll herausgearbeiteten Plastiken oder Reliefen, die vorwiegend gefährlich wehrhafte, immer aber auch als Beute geeignete Tiere zeigen. Diese ältesten Anlagen sind in Kreisformationen errichtet, deren neun äußere Pfeiler auf zwei weitere im Inneren schauen, die sich dort gegenüber stehen. Geophysikalische Untersuchungen lassen vermuten, dass sich weitere 20 Bauten (ca. 11 Pfeiler pro Anlage) unter dem Erdboden befinden.
Aus der zweiten Nutzungsphase in den oberen Schichten des Tells (Präkeramisches Neolithikum B – 8800–7000 v. Chr.) fanden sich Anlagen, die aus viel kleineren Pfeilern bestehen und nun auch in rechteckiger Formation aufgestellt worden sind. Ob sie mit Dächern versehen waren und dadurch als Wohnunterkünfte oder Räume für zeremonielle Tätigkeiten hätten dienen können, wird aktuell erforscht. In den nachfolgenden Epochen wurde der Ort offensichtlich aufgegeben. Die Grundmauern eines jüngsten Gebäudes, das auf dem Südplateau entdeckt wurde, stammen erst wieder aus der römischen Zeit.

## Forschungsgeschichte

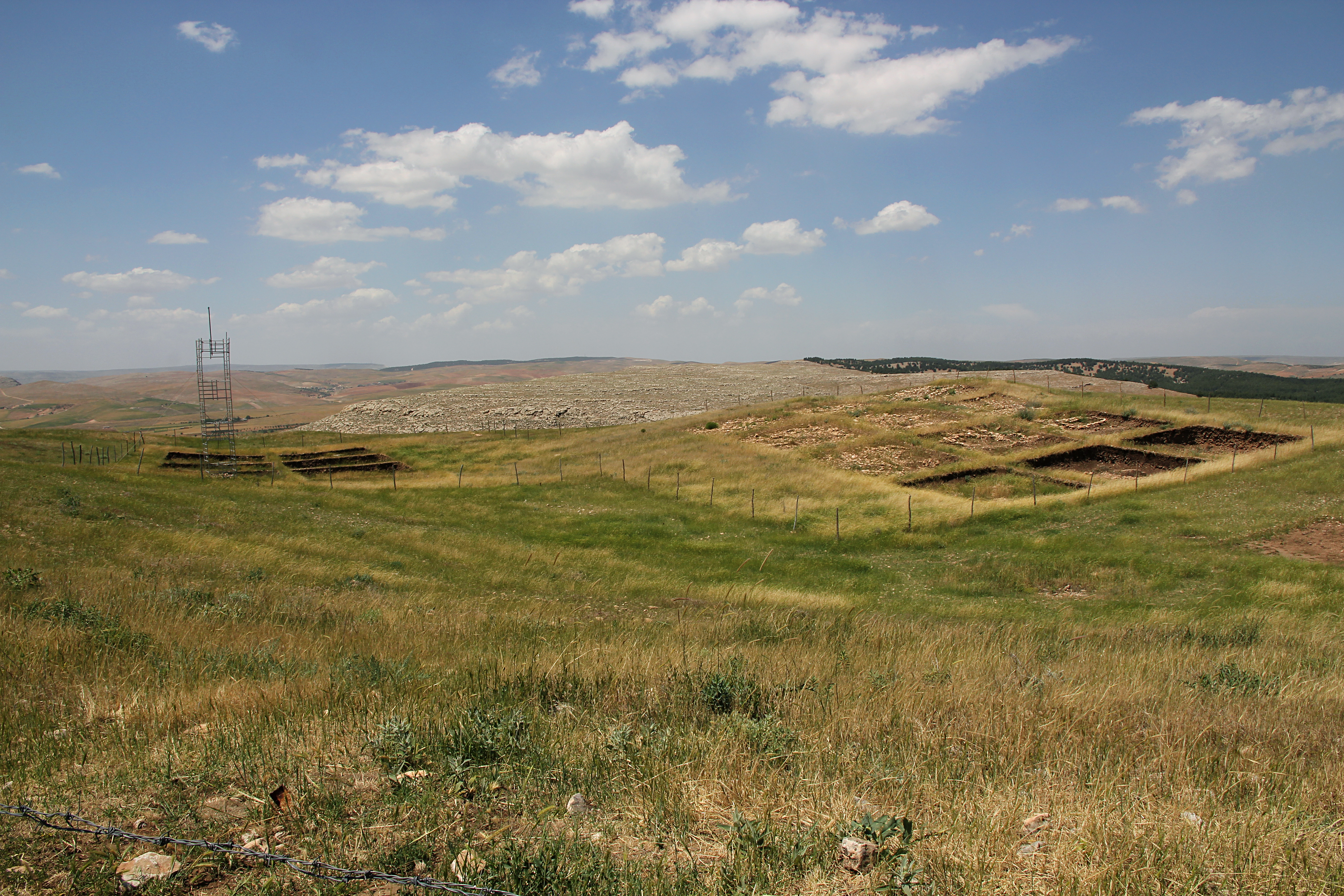
Jüngere Grabungsareale

Göbekli Tepe wurde 1963 vom amerikanischen Archäologen Peter Benedict im Rahmen eines Survey-Projekts der Universitäten İstanbul und Ankara als steinzeitliche Fundstelle identifiziert. Er vermerkte auch, dass sich dort ein muslimischer Friedhof befand. Letzteres ist vermutlich einer der Gründe dafür, warum er dem Fundort keine weitere Beachtung schenkte, da islamische Friedhöfe meist nicht ausgegraben werden dürfen. Im Oktober 1994 erkannte der deutsche Archäologe Klaus Schmidt bei einem Besuch des Hügels in Steinwällen Bruchstücke von Pfeilern, die mit den bei den Ausgrabungen in Nevalı Çori gefundenen T-Pfeilern vergleichbar waren. Schmidt konnte den von Benedict vermuteten islamischen Friedhof nicht finden und nahm an, dass dieser die T-Pfeiler als Grabsteine fehlinterpretiert hatte. Infolgedessen wurde das Nevalı Çori-Projekt des Deutschen Archäologischen Instituts in Kooperation mit dem Museum Şanlıurfa nun unter dem Namen Urfa-Projekt fortgesetzt. Personell ist das Projekt mit der Orient-Abteilung des Deutschen Archäologischen Instituts verbunden, in der Türkei kümmert sich zudem die Abteilung Istanbul des DAI um die Belange der Grabung. Neben dem Göbekli Tepe sollte es auch den nahegelegenen und ebenfalls steinzeitlichen Gürcütepe untersuchen. Seitdem finden jährlich Ausgrabungen am Göbekli Tepe statt, die Untersuchungen des Gürcütepe wurden 2000 weitgehend abgeschlossen.
Eine wissenschaftliche Gesamtpublikation des Grabungsprojekts liegt noch nicht vor. Die Ergebnisse wurden in Vorberichten oder populärwissenschaftlichen Werken vorgelegt.

## Befunde
Der Göbekli Tepe liegt auf einem zirkulär ausfächernden, flachen und kahlen Felsplateau. Im Norden verbindet es eine schmale Felszunge mit dem benachbarten Bergzug, in allen anderen Richtungen fällt der Rücken über Hänge und zum Teil schroffe Klippen steil ab. Auf diesem Bergrücken liegt nicht nur der etwa 15 Meter hohe eigentliche Tell des Göbekli Tepe, dessen Oberfläche mit Fundmaterial übersät ist, es finden sich zahlreiche andere Hinweise auf menschliche Einwirkung. Ausgrabungen fanden vor allem am Südhang des Hügels, südlich und westlich eines Maulbeerbaums statt, der eine islamische Pilgerstätte markiert. Funde stammen jedoch vom gesamten Felsplateau.

### Felsplateau

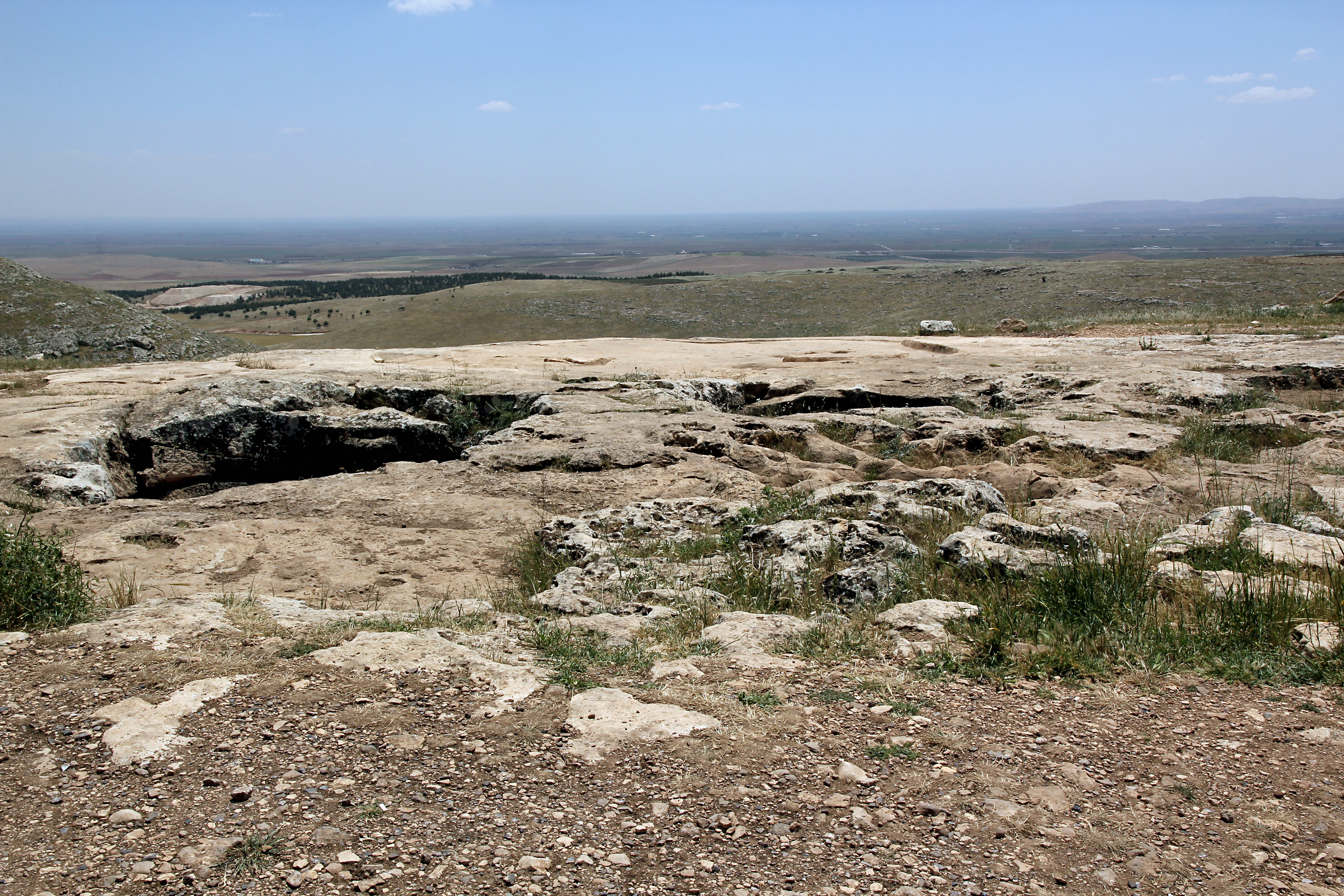
Blick vom Göbekli Tepe in die Harran-Ebene (Mesopotamien), im Vordergrund Anlage E mit zisternenartigen Vertiefungen

Die Oberfläche des Felsplateaus ist durch Erosion, Steinbruchtätigkeit in der Steinzeit und spätere Steinbruchtätigkeit verändert. Auf letztere gehen etwa vier 10 Meter lange und etwa 20 Zentimeter breite Kanäle zurück, die eine große Fläche des südöstlichen Felsplateaus durchzogen. Sie werden als Überreste eines antiken Steinbruchs interpretiert, aus dem rechteckige Quader entnommen werden sollten. Er steht möglicherweise in Zusammenhang mit einem benachbarten quadratischen Gebäude, dessen Fundamente noch erkennbar sind. Dieses Gebäude war wahrscheinlich ein Wachturm und in der römischen Kaiserzeit Teil des Limes Arabicus. Die Identifikation ist jedoch nicht gesichert.
Die meisten Strukturen auf dem Felsplateau können auf steinzeitlichen Steinabbau zurückgeführt werden. Hier wurden die im Tell verbauten monolithischen Architekturteile gewonnen, indem ihre äußeren Umrisse in den Felsen gepickt und anschließend die so von ihrer Umgebung losgelösten Monolithen aus der Felsbank herausgebrochen wurden. Solche Steinbrüche zur Fertigung kreisrunder Werkstücke konnten auf dem westlichen Plateau identifiziert werden. Bestätigt wurde diese Interpretation durch den Fund eines solchen Werkstücks mit einer zentralen Bohrung am Südostplateau. Es ist mit einer Größe von 3 × 3 Metern das größte einer ganzen Reihe solcher Fundstücke, deren Funktion und Bedeutung noch nicht erfasst werden kann. Eindeutig der steinzeitlichen Steinbrucharbeit sind zudem drei T-Pfeiler zuzuordnen, die noch nicht aus der Felsbank herausgelöst wurden. Der größte von ihnen liegt am nördlichen Plateau und hat eine Länge von über 7 Metern sowie eine Kopfbreite von mehr als 3 Metern. Sein Gewicht wird auf etwa 50 Tonnen geschätzt. Die zwei weiteren T-Pfeiler von etwas kleineren Dimensionen liegen in Steinbrüchen des südlichen Plateaus.
In den weiteren Kontext dieser Steinbrüche gehört ein Areal am westlichen Rand des Hügels, in dem eine löwenartige Darstellung gefunden wurde. Da sich Silexabfall und Kalksteinsplitter in auffälliger Weise häufen, wird dieses Areal als eine Art „Bildhauerwerkstatt“ verstanden. Unklar ist hingegen, wie drei gleichartige Phallusdarstellungen auf einer horizontalen Fläche des Südplateaus einzuordnen sind. Dies liegt nicht zuletzt daran, dass sie sich im Umfeld antiker Steinbrüche befinden und ihre zeitliche Einordnung daher unsicher ist.
Außerhalb des eigentlichen Tells liegt eine in den Fels eingesenkte Fläche, innerhalb derer sich zwei Podeste mit Einlassungen für Pfeiler sowie eine umlaufende, sehr flache Bank fanden. Der Grundriss entspricht den Anlagen aus Schicht III des eigentlichen Tells, weshalb diese Fläche in Fortsetzung der Nummerierung dieser Anlagen „Anlage E“ genannt wurde. Wegen ihrer Ähnlichkeit mit einem in Nevalı Çori gefundenen kultischen Gebäude trägt sie zudem den Namen „Felsentempel“. Der Fußboden von Anlage E wurde sorgfältig aus dem Felsen herausgeschlagen und geglättet. Dies erinnert an die Terrazzoböden der jüngeren Anlagen am Göbekli Tepe. Unmittelbar nordwestlich dieser eingesenkten Fläche liegen zwei zisternenartige, ovale Vertiefungen im Fels, die als Teil dieser Anlage gewertet werden. In eine dieser Vertiefungen, die in ihrer Mitte einen etwa tischhohen Zapfen aufweist, führt eine fünfstufige Treppe hinab.
In der westlichen Abbruchkante des Bergrückens wurde eine kleine Höhle gefunden, die ein kleines Felsrelief eines Rindes enthält. Die Höhlenwand ist mit Rillen und Kuhlen bedeckt, es wurden bis heute keine weiteren Reliefs gefunden.

### Schicht I
Die mächtige Stratigraphie des Göbekli Tepe zeugt von der mehrtausendjährigen Nutzung des Orts. Schicht I ist die oberste und zugleich schmalste Schicht des Hügels, die aber die größte Zeitspanne umfasst. Sie besteht aus Lockersedimenten, die durch Erosion und die bis heute andauernde landwirtschaftliche Nutzung des Hügels entstanden sind.

### Schicht II
Oberhalb der westlichen Bereiche der noch älteren Anlagen A und B wurde eine erste Bauschicht gefunden. Sie wird durch mehrere rechtwinklige und tür- sowie fensterlose Räume charakterisiert, die 4–6 Meter lang und 3–4 Meter breit sind. Diese Schicht II wurde Radiokohlenstoffdatierungen zufolge von 8800 bis 8000 v. Chr. genutzt. Aus dieser Schicht stammen Funde mehrerer T-Pfeiler, die bis zu 1,5 Meter hoch sein konnten. Es handelt sich dabei meist um Pfeilerpaare, die zentral in den Räumen standen. In zwei Fällen wurden je zwei weitere Pfeiler quer zur Längsachse des Raums in dessen Seitenwänden gefunden. Einige wenige dieser Pfeiler sind mit Reliefs verziert; besonders bekannt ist das bereits 1997 entdeckte Pfeilerpaar mit Darstellungen von Feliden. Der Raum, in dem sie sich befanden, wird daher gewöhnlich als „Löwenpfeilergebäude“ angesprochen, auch wenn die zoologische Bestimmung der Darstellung unsicher ist. Zwischen den beiden Pfeilern war eine Bank installiert, in die die Darstellung einer Frau graviert war.

### Schicht III
In der ältesten Siedlungsschicht (Schicht III) kamen monolithische Pfeiler zum Vorschein, die mit grob geschichteten Mauern zu kreisförmigen oder ovalen Anlagen verbunden waren. In der Mitte der Anlagen stehen jeweils zwei noch größere Pfeiler. Bisher wurden vier solche Bauwerke mit Durchmessern zwischen 10 und 30 Metern entdeckt. Geophysikalische Untersuchungen lassen 16 weitere Anlagen mit insgesamt etwa 200 Pfeilern vermuten. Diese Anlagen wurden nach Ausweis von Radiokohlenstoffdatierungen von 9600 bis 8800 v. Chr. genutzt und nach ihrer Nutzung bereits in der Steinzeit absichtlich zugeschüttet.
Die Monolithe sind mit Tierreliefs oder abstrakten Piktogrammen verziert. Diese Zeichen stellen zwar keine Schrift dar, aber vielleicht allgemein verständliche heilige Symbole, wie man sie auch in jungsteinzeitlichen Höhlen fand. Die Pfeiler sind T-förmig, aber aus einem Stück gehauen. Klaus Schmidt interpretiert sie als „die Verkörperung geheimnisvoller Wesen“. In den Querbalken sieht er aber nicht Arme, sondern den Kopf mit vorspringendem Kinn und Hinterkopf in der Seitenansicht, was bedeuten würde, dass die im Kreis stehenden Figuren nach innen auf die zwei mittleren Pfeiler blicken. Diese Deutung wird dadurch unterstützt, dass bei einigen der T-Pfeiler an den Seiten Arme und Hände als Relief zu erkennen sind. Die sehr sorgfältig bearbeiteten Reliefs zeigen Löwen (oder Tiger oder Leoparden), Stiere, Wildschweine, Füchse, Gazellen, Schlangen, andere Reptilien, Geier, Kraniche, Ibisse und Skorpione. In einer relativ kleinen Darstellung erkennt Schmidt einen kopflosen Menschen mit erigiertem Penis.

#### Anlage A

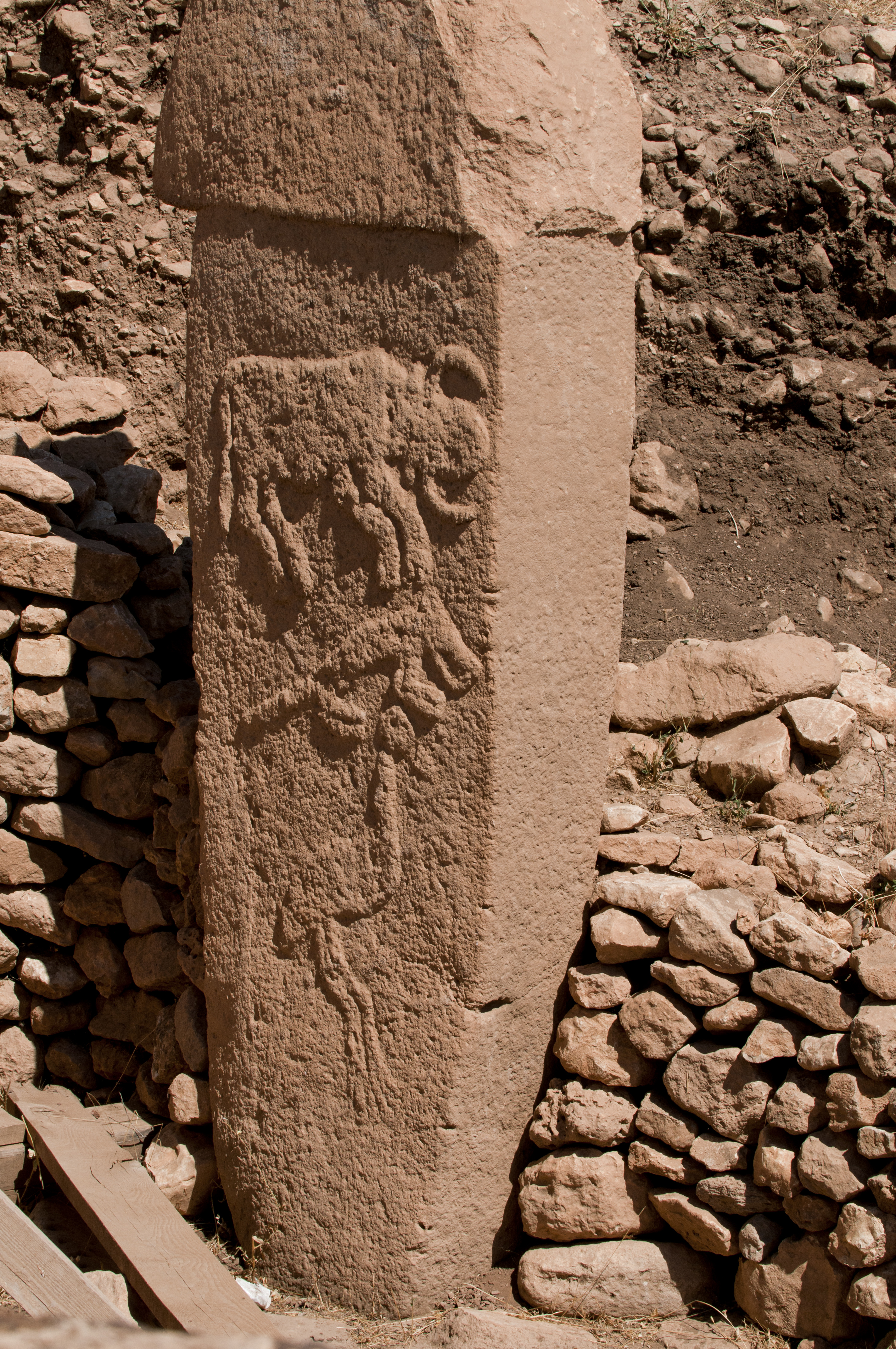
Relief auf der raumzugewandten Seite von Pfeiler 2

Anlage A ist die erste ausgegrabene Anlage. Hier kamen zunächst zwei 3 Meter hohe, aufrecht stehende Pfeiler (Pfeiler 1 und Pfeiler 2) zum Vorschein. Parallel zu diesen und in etwa gleichem Abstand wurden dann Pfeiler 3 und Pfeiler 4 gefunden. Um die Pfeiler waren Mauern mit einer Mächtigkeit von mehr als einem Meter errichtet. Sie bestanden aus brotlaibförmigen, etwa 80 Zentimeter langen Steinen. Zwischen den äußeren Pfeilern 3 und 4 sowie dem zentralen Pfeilerpaar verlief eine Mauer, die nordwestlich des Zentralpfeilerpaares die Form einer Apsis annahm. Im Südwesten der Anlage stand der 2,1 Meter hohe Pfeiler 5 in dieser Mauer. Ihr folgte außerdem eine Steinplattenbank im Bereich der Apsis. In der Nordwestecke des Gebäudes wurde später Pfeiler 17 entdeckt, der ihm ebenfalls noch zugeordnet werden kann. Insgesamt hat Anlage A damit eine etwa quadratische Form, wobei mehrere Pfeiler und die Mauern um ein zentrales Pfeilerpaar angeordnet sind. Diese Form hat Ähnlichkeiten mit dem sogenannten „Terrazzo-Gebäude“ von Nevalı Çori. Der Eingang zu Anlage A lag im Südosten, wovon eine bearbeitete Steinplatte erhalten ist, die einst zu einer Türkonstruktion gehörte. Über Anlage A waren nur noch wenige Reste einer Bebauung aus Schicht II vorhanden, stattdessen fanden sich dort nur mächtige Füllschichten.
Drei der Pfeiler aus Anlage A tragen Reliefs. Im Fall von Pfeiler 1 sind dies auf der Vorderseite fünf Schlangendarstellungen, die der gesamten Anlage den Namen „Schlangenpfeilergebäude“ verliehen. Auf seiner linken Seite ist hingegen eine netzartige Struktur zu sehen, die aufgrund entsprechender, ebenfalls am Göbekli Tepe entdeckter Vergleichsfunde als Schlangengruppe verstanden wird. Unterhalb derselben ist eine kleine Darstellung eines vierfüßigen Tieres angebracht. Demgegenüber verfügt Pfeiler 2 auf seiner Rückseite über eine Hochreliefdarstellung eines Bukranions. Auf der dem Raum zugewandten Seite dieses Pfeilers fand sich dann eine Tiergruppe, bestehend aus Stier, Fuchs und Kranich. Pfeiler 5 besitzt wiederum eine Schlangendarstellung. Aus Anlage A stammt außerdem eine Reihe von tierförmigen Skulpturen.
Bisher ist Anlage A noch nicht vollständig freigelegt. Insbesondere der Fußboden wurde bisher noch nicht erreicht. Derzeit ist die jüngste Bauphase dieser Anlage zu sehen, der aber mindestens zwei weitere Bauphasen voraus gingen.

#### Anlage B
Anlage B wurde nach Anlage A freigelegt. Sie besitzt ein Zentralpfeilerpaar (Pfeiler 9 und Pfeiler 10), um die mehrere durch Mauern verbundene Pfeiler konzentrisch angeordnet waren. Von dieser Anordnung ausgenommen war Pfeiler 15 im Westen der Anlage, der zudem mit einem Loch in seinem Kopf versehen war. Der Durchmesser des Gebäudes beträgt dabei 9 Meter in Ost-West-Richtung und 10 bis 15 Meter in Nord-Süd-Richtung. Die beiden Zentralpfeiler waren in Nord-Süd-Richtung orientiert und tragen an der Innenseite ihrer Schäfte jeweils eine lebensgroße Hochreliefdarstellung eines nach Süden springenden Fuchses, weshalb dieses Gebäude mit dem Namen „Fuchspfeilergebäude“ versehen wurde. Diese beiden Pfeiler standen in einem Terrazzofußboden, in den vor Pfeiler 9 eine steinerne Schale eingelassen war, zu der von außen eine kleine Rinne hinführte. Die Höhen der einzelnen Pfeiler variieren erheblich, ein Argument für die Annahme, dass die Anlage nicht überdacht war. Wie bei Anlage A existierten über Anlage B nur noch wenige Reste einer Bebauung aus Schicht II, und wie in Anlage A waren auch die Pfeiler von Anlage B von feinem Füllschutt umgeben.
Abgesehen von den beiden Zentralpfeilern waren nur zwei der Pfeiler in Anlage B mit Reliefs versehen. Auf der hinteren Kopffläche von Pfeiler 6 war ein Flachrelief angebracht, das vermutlich ein Reptil in Aufsicht zeigt. Das bisher einzige weitere Relief an einem Pfeilerkopf wurde beim unmittelbar benachbarten Pfeiler 14 gefunden, wobei dieses aufgrund des Grabungsfortschritts noch nicht voll sichtbar ist.

#### Anlage C
Anlage C schließt östlich an die Anlagen A und B an. Sie besteht aus vier konzentrischen Mauerringen um ein Zentralpfeilerpaar (Pfeiler 37 und Pfeiler 35) und hat einen Gesamtdurchmesser von mehr als 30 Metern. Die Mauerringe sind jedoch nicht gleichzeitig entstanden, sondern wurden sukzessive von außen nach innen hochgezogen, wodurch das Innere der Anlage mindestens zweimal verkleinert wurde. Im inneren Mauerring wurden neun T-Pfeiler freigelegt, wobei einige weitere Pfeiler existiert haben müssen, die irgendwann – vermutlich durch Landwirte – entfernt wurden. Vom zweiten Mauerring wurden bisher vier Pfeiler gefunden. Das Bildprogramm dieser Anlage wird von Wildschweinen beherrscht, weshalb sie den Namen „Haus der Keiler“ erhielt. Sechs von zehn freigelegten Reliefs dieser Anlage zeigen Keiler und drei der insgesamt vier gefundenen Keilerskulpturen des Göbekli Tepe wurden hier gefunden. Die Keilerreliefs befinden sich auf den Stirnseiten der Pfeiler 26 und 28 in der inneren Ummauerung, wobei letzterer auf der rechten Schaftseite ein weiteres solches Relief trägt. Pfeiler 23, der Teil des mittleren Mauerrings ist, besitzt auf der linken Schaftseite eine fast lebensgroße Darstellung eines Wildschweinkopfs. Pfeiler 11 im Südwesten der Anlage ist stark beschädigt, hat jedoch auf der Ostseite seines Kopfs Reste einer Darstellung eines kräftigen Tieres. Auf seiner Westseite befindet sich eine Bohrung ähnlich derjenigen von Pfeiler 15, ohne dass diese den Pfeilerkopf ganz durchdringt.

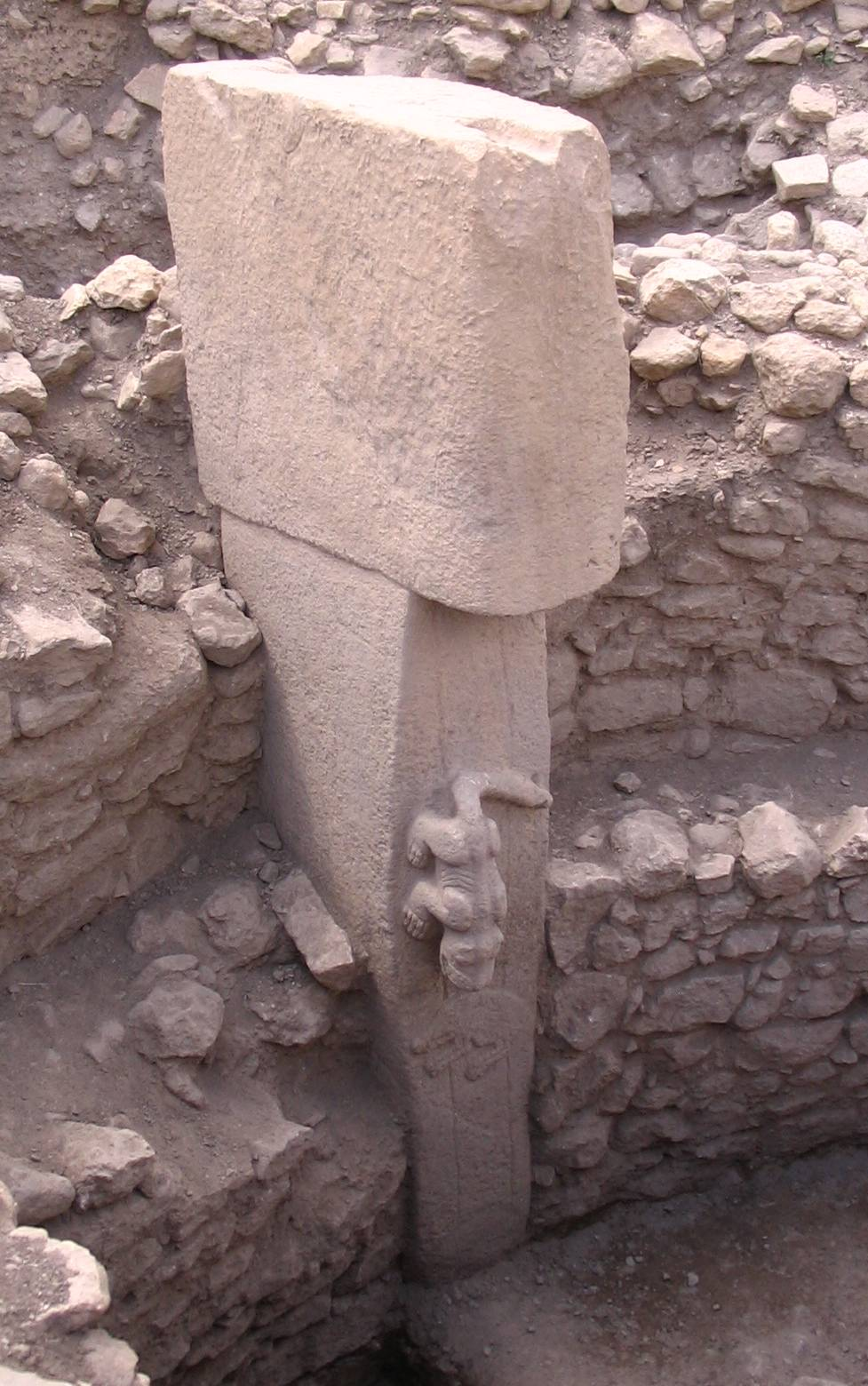
Annähernd vollplastische Darstellung eines Raubtiers auf Pfeiler 27

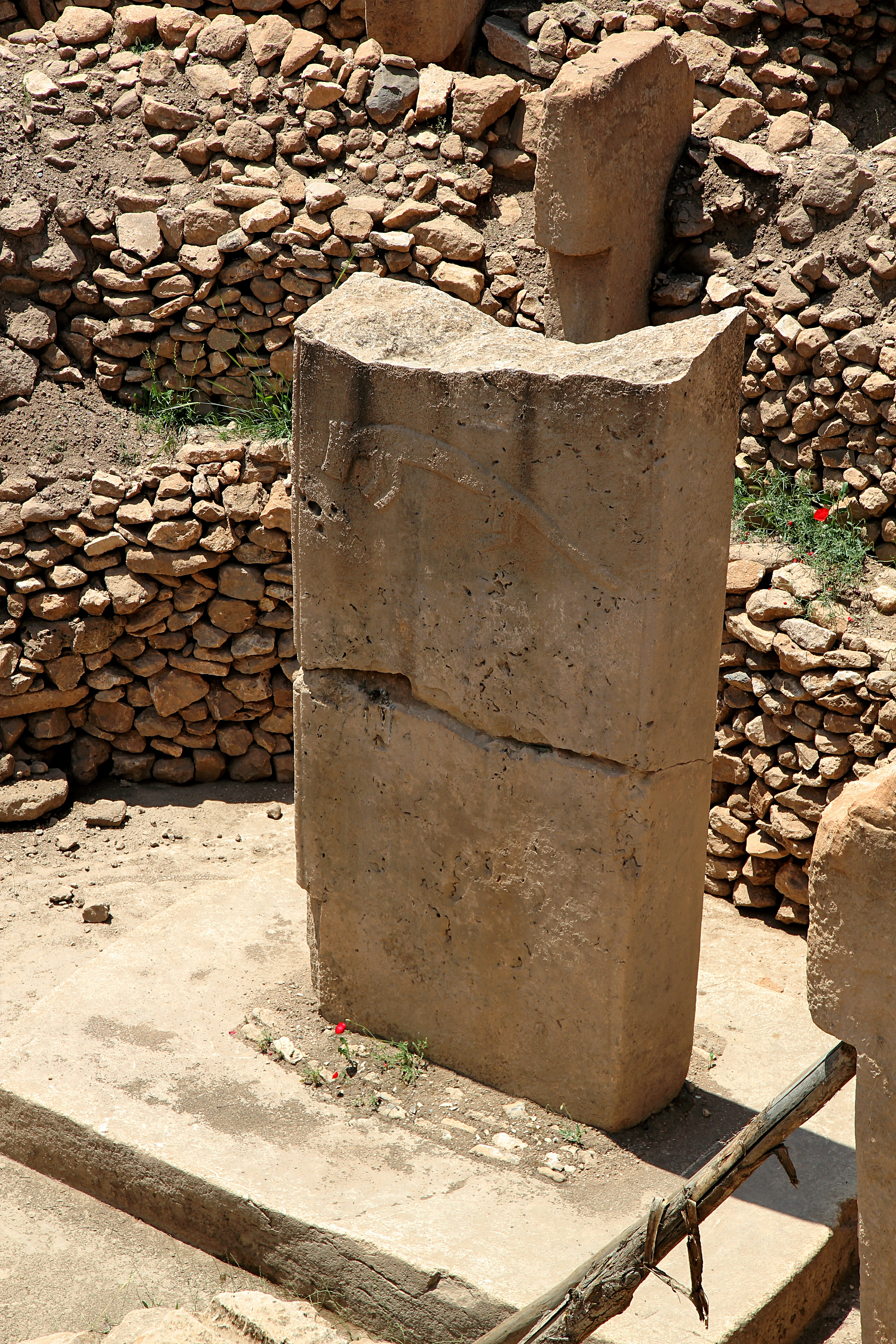
Deutliche Spuren der Zerstörung an Pfeiler 37

Einen besonders reichen Dekor zeigt Pfeiler 12 in der mittleren Ringmauer. Sein Kopf trägt fünf an Enten erinnernde Vögel vor einem netzartigen Muster. Darunter war auf dem Pfeiler ein mächtiger Keiler angebracht und darunter die bereits von Pfeiler 9 und 10 bekannte Fuchsdarstellung. Auf Höhe des Nackens des Fuchses lag ein Terrazzoboden, der, wie die teilweise Bedeckung des Reliefs zeigt, der jüngsten Bauphase der Anlage angehören muss. Besonders großes Aufsehen erregte die nahezu vollplastische Darstellung eines Raubtiers auf Pfeiler 27.
Auf die Ringmauern von Anlage C führen zwei parallel zueinander laufende Mauern zu, die keiner anderen Anlage zugerechnet werden können. Diese sind aus besonders großen Steinen mit Bearbeitungsspuren auf allen ihren Seiten errichtet und treffen fast rechtwinklig auf die südliche Ummauerung von Anlage C. Da sie offenbar einen Weg flankieren, wurde vorgeschlagen, hierin eine Art von Dromos zu sehen, wie er von mykenischen Kuppelgräbern bekannt ist. In diesen Weg schob sich eine große Steinplatte, die an die Steinplatte aus Anlage A erinnert. Sie besaß eine zentrale Öffnung, die später durch Mauerwerk zugesetzt wurde. Auf der Rückseite dieser Platte fand sich ein weiteres Relief, das einen Keiler in Rückenlage zeigte.
Der Erhaltungszustand von Anlage C ist vergleichsweise schlecht. Insbesondere die Zentralpfeiler wurden bereits im Altertum zerschlagen und liegen gelassen. Dies muss nach dem Zuschütten der Anlage geschehen sein, da für dieses Zerstörungswerk extra eine große Grube angelegt wurde. Dabei wurden auch Pfeiler südlich der Zentralpfeiler in Mitleidenschaft gezogen. Die Zerstörung kann anhand von einigen Scherbenfunden in der Grube grob an das Ende des präkeramischen Neolithikums datiert werden.

#### Anlage D
Anlage D ist die größte, am besten erhaltene und am reichsten ausgestaltete der bisher freigelegten Anlagen. Sie hat einen ovalen Grundriss mit einem maximalen Innendurchmesser von 20 Metern. Ihre Zentralpfeiler (Pfeiler 18 und Pfeiler 31) sind über 5 Meter hoch, überragen die Pfeiler im Kreis also um mindestens einen Meter und haben an ihren Schäften angedeutete Arme und Hände, die in ihrer Position von den antiken Bildhauern einmal verschoben wurden. Ansonsten ist das Bildprogramm von Anlage D, in der nahezu jeder Pfeiler mit Reliefs verziert ist, vor allem von Tierdarstellungen geprägt.

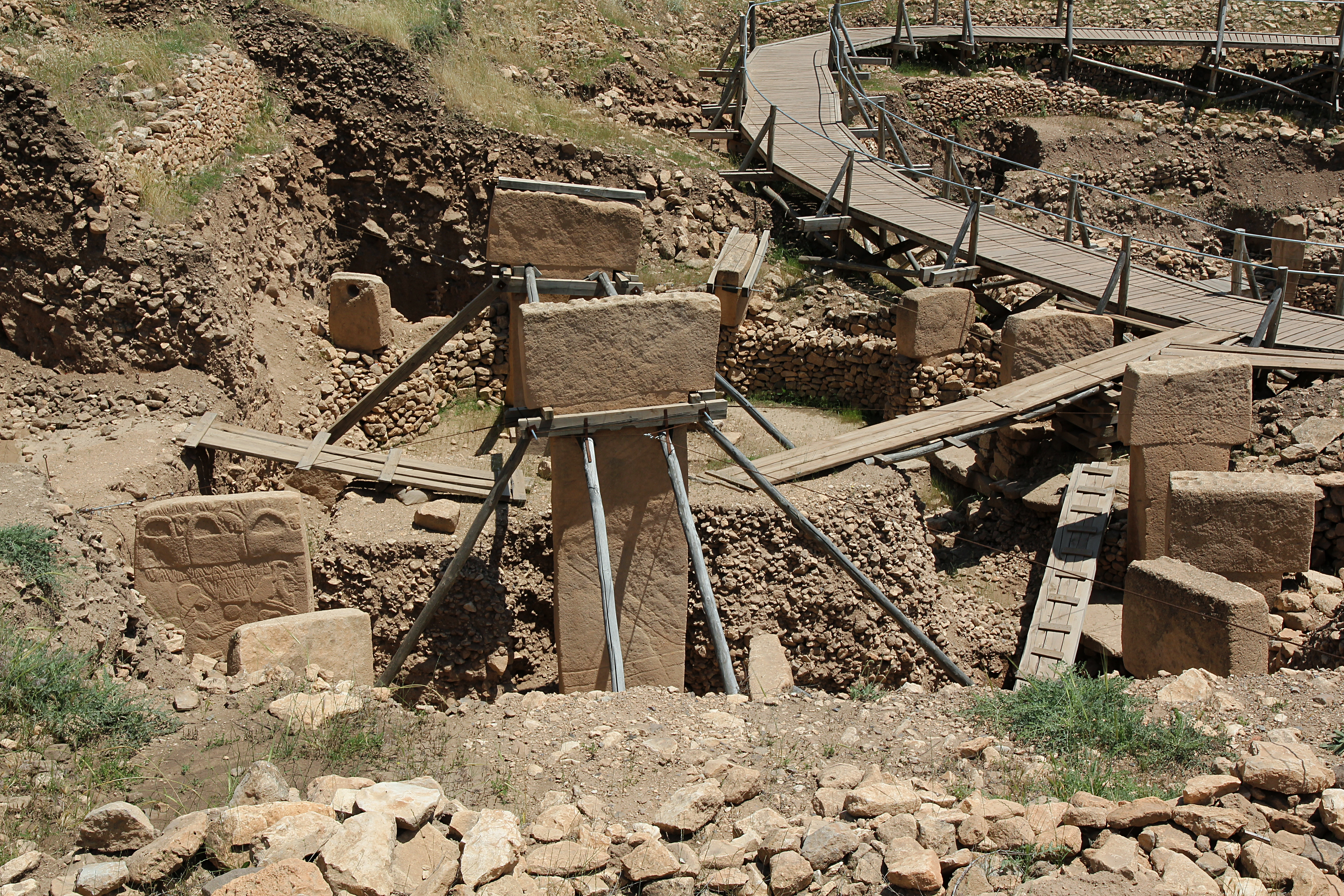
Blick auf Anlage D

Pfeiler 19 wurde vermutlich bereits im Neolithikum einmal repariert, wobei man den Kopf des Pfeilers auf eine Platte setzte, die ihrerseits auf einem gemauerten Podest sitzt. Pfeiler 20 wurde ebenfalls bereits in der Steinzeit beschädigt und trägt auf der Brustseite des Schafts drei Reliefs, die Schlange, Stier und Fuchs darstellen. Auf der linken Schaftseite treten zwei Fuchs-Reliefs hinzu. Pfeiler 21 besitzt auf seiner linken Seite ein annähernd lebensgroßes Relief eines Gazellenkopfs, unter dem sich je ein Relief eines Onagers und einer Raubkatze befinden. Auf der rechten Seite sind zwei Spinnen oder Insekten dargestellt, die jedoch nur sehr schwach ausgearbeitet sind. Pfeiler 20 zeigt auf seiner linken Schaftseite einen Fuchs, auf seiner Brustseite eine Schlange und auf seiner rechten Seite vermutlich einen Hasen. Der benachbarte Pfeiler 30 trägt auf seiner Stirn neben geometrischem Dekor eine Schlange oder einen Blitz. Auf seiner Bauchseite finden sich dann eine Onagerdarstellung und eine Gruppe von Schlangen.
Pfeiler 32 ist undekoriert, während Pfeiler 33 besonders reich ausgestaltet ist. Er besitzt auf der Stirnseite und auf beiden Breitseiten Reliefs, während seine Rückseite noch in der Wand steckt. Auf seiner linken Seite befinden sich drei Vogeldarstellungen, darunter die Darstellung zweier Kraniche. Um diese Kraniche sind zahlreiche weitere Darstellungen gruppiert, die jedoch bereits in der Steinzeit ausgepickt wurden und somit heute schwer zu erkennen sind. Auf der rechten Pfeilerseite finden sich vor allem Schlangendarstellungen, darunter ein großer Fuchs. Die Bauchseite besitzt ein besonders reiches Bildprogramm, während die meisten anderen Pfeiler dort keinen Dekor aufweisen. Im oberen Bereich sind die Darstellungen nicht mehr zu erkennen, darunter finden sich dann aber Schlangen, H-Zeichen, ein Insekt, eine Spinne und ein Schaf. Pfeiler 38 trägt insgesamt sechs Tierdarstellungen, darunter auf seiner Stirnseite einen Stier. Die übrigen Darstellungen sind die eines Fuchses, eines Keilers und dreier Vögel. Hinzu kommen Darstellungen eines Bukranions und auf der gegenüberliegenden Seite eines ibisartigen Vogels. Die Pfeiler 41 und 42 sind undekoriert, während auf Pfeiler 43, soweit freigelegt, ein H-Zeichen zu erkennen ist.

## Funde

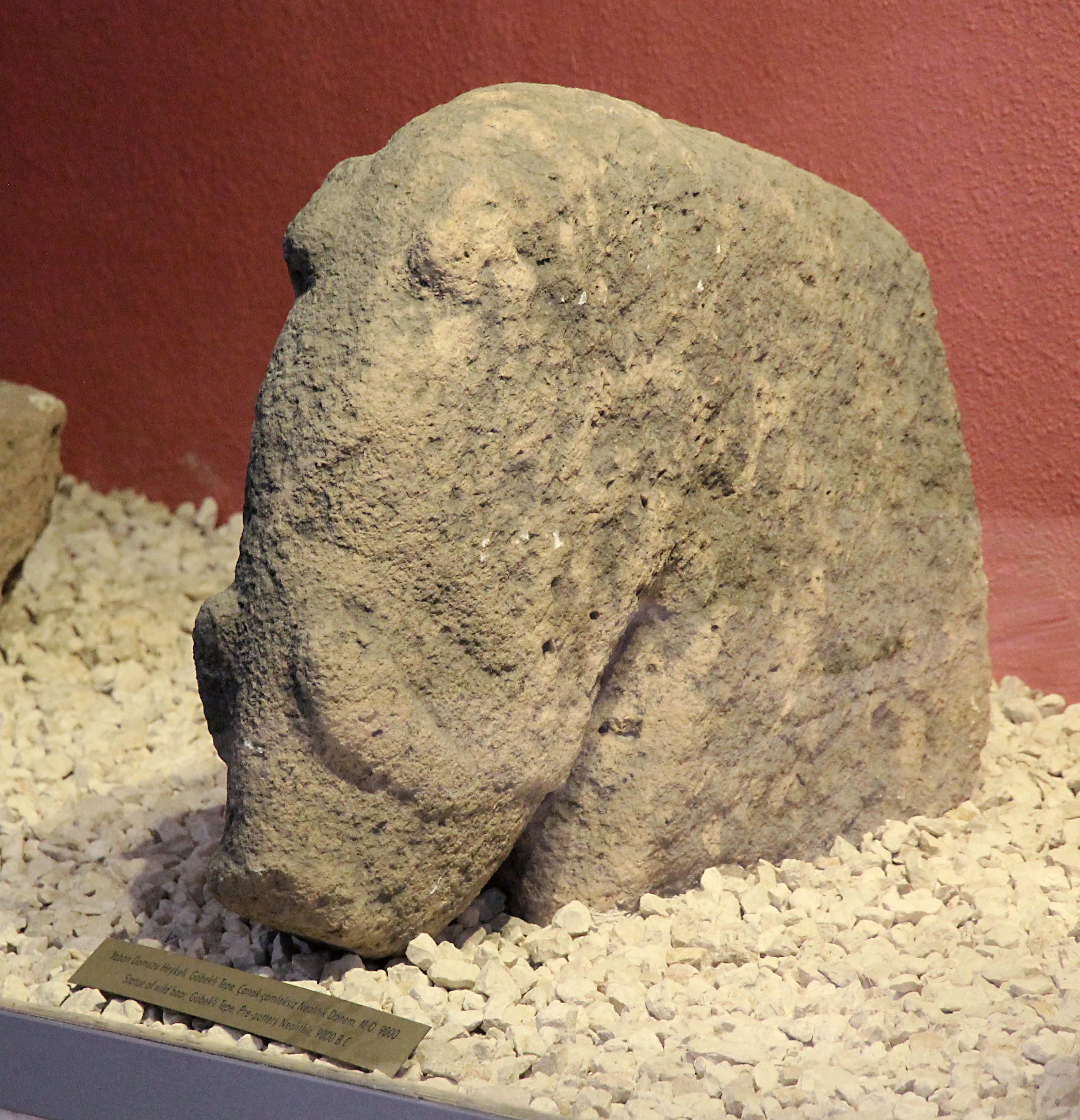
Keilerskulptur vom Göbekli Tepe

Die Funde von Göbekli Tepe befinden sich mehrheitlich im archäologischen Museum von Şanlıurfa. Sie wurden zum Teil an der Oberfläche gefunden. Hierzu gehört eine Steinplatte mit der Darstellung eines reptilartigen Tieres im Hochrelief. Ein vergleichbares Stück wurde zuvor von Bauern gefunden. Besonderes Aufsehen erregte eine anthropomorphe Figur mit erigiertem Penis, die ebenfalls von Bauern entdeckt wurde. Mehrfach wurden Darstellungen von Tierköpfen gefunden, die möglicherweise Teile von Stelen waren. Eine Stele, die ein Wildschwein darstellt, wurde unmittelbar neben Pfeiler 12 gefunden. Eine Maske mit menschlichen Zügen wurde als Teil eines Totempfahls interpretiert, wie er auch in Nevali Cori gefunden wurde. Besonders zahlreich sind Werkzeuge aus Feuerstein.
Mehrere Steintröge wurden bei den Ausgrabungen in Göbekli Tepe gefunden; sie dienten zur Aufbewahrung von Getreide und möglicherweise zur Herstellung von Bier, obgleich Reste oder Spuren von Bier nicht nachgewiesen werden konnten.

## Interpretation
Aufgrund der Funde in den rund 1,5 % des Areals, die zunächst freigelegt wurden, gingen die Ausgräber seinerzeit davon aus, dass Göbekli Tepe ein steinzeitliches Heiligtum darstellte. Nach den Maßstäben der Archäologie ist es jedoch nicht sicher zu klären, ob die Monumente tatsächlich diesen sakralen Sinnes errichtet wurden. Im Jahr 2014 waren etwa 17 % der über 3 ha großen Anlage ausgegraben und weitere 30 % aussagekräftig prospektiert.

### Ahnen- oder Geisterkult
Aus der Formgebung der Pfeiler und der seitlich dargestellten Arme folgerte Klaus Schmidt, dass es sich um stilisierte anthropomorphe Stelen handele. Sie stehen jedoch im starken Kontrast zu den realistischen Menschen- und Tierdarstellungen dieser Zeit. Da ihnen anatomische Details fehlen, verwarf Schmidt die ursprüngliche These, dass es sich um die Darstellung von Ahnen handeln könnte. Stattdessen könne es sich um Darstellungen von Wesen aus einer anderen Welt handeln, die sich am Göbekli Tepe zu einer ewigen Versammlung einfanden. Dennoch hält Schmidt es für möglich, dass es sich um den Platz eines Totenkults gehandelt hat. Das Gegenargument, dass dort zunächst keine einzige Bestattung gefunden wurde, wird durch die große Zahl menschlicher Knochen im Füllschutt relativiert. Zudem wurden durch spätere Ausgrabungen in den wohl gleichzeitig errichteten Wohnbauten zwei Gräber unter den Hausfußböden mit insgesamt vier Bestattungen gefunden.
Die auf den Oberseiten mancher der Pfeilerköpfe befindlichen Näpfchen oder Mulden erachtete Schmidt als Merkmal, das erst hinzugefügt worden sei, als man begonnen habe, die obersten Anlagen sorgfältig zu verfüllen. Nach weiteren Ausgrabungen zwischen 2015 und 2019 halten die Ausgräber die Theorie einer intentionellen Verfüllung der Anlagen nicht mehr aufrecht. Vielmehr scheinen die Anlagen als Folge eines Erdbebens durch herabrutschendes Material und danach einsetzender Geländeerosion verfüllt worden zu sein.

### Hypothese der Bündnis-Politik
Klaus Schmidt ging davon aus, dass die Kultur, die die Monumente von Göbekli Tepe konzipierte und errichtete, sehr viel komplexer war, als es sich für autark umherstreifende Horden von Jägern und Sammlern annehmen lässt. Aus dem Arbeitsaufwand, den er für die Anlagen als erforderlich annahm, zog er den Schluss, dass es im Gegenteil gruppenübergreifende Organisationen gewesen sein müssten, die hier auf diese Weise tätig wurden. Er folgte hierbei den Versuchen, die Thor Heyerdahl in den 1950er-Jahren auf der Osterinsel unternahm. Auf dieser Grundlage kam er zu dem Ergebnis, dass hunderte von Männern nötig waren, um die 10 Tonnen schweren Steinmassen zu bewegen. Edward B. Banning wies bereits 2011 darauf hin, dass ein zweiter Versuch Heyerdahls, bei dem er den Vorschlägen der Inselbewohner zu Errichtung und Transport der großen Moai folgte, ein ganz anderes Ergebnis erbrachte. Demnach schafften es 12 Männer in 18 Tagen, einen 20 Tonnen schweren Moai aufzurichten. 10 Tonnen schwere Moai konnten von 16 Männern mit 100 Meter pro Tag stehend transportiert werden.
Im Weiteren wurde zu Beginn der Grabungen am Göbekli Tepe angenommen, dass die Errichtung dieser monumentalen Bauwerke noch vor dem Beginn der Sesshaftwerdung gelegen habe. Im Verlauf der Untersuchung entdeckte man jedoch Wohnbauten aus der mit den kreisrunden Anlagen gleichzeitigen Nutzungsphase des Hügels. Sie waren über lange Zeiträume genutzt, hatten mehrere Umbauphasen, Herdstellen und Abfallgruben. Man fand in ihnen Mahlsteine und Knochenwerkzeuge. An dem Ort wurde folglich nicht lediglich gearbeitet, sondern auch gewohnt.
Hinweise auf eine Ackerbau betreibende Kultur am Göbekli Tepe wurden zu Lebzeiten Schmidts nicht gefunden. Er nahm daher an, dass die dort umherstreifenden Jäger und Sammlerhorden vor allem deswegen mit ihrer politischen Kooperation begonnen haben müssten, um das große Vorkommen nahrhaften Wildgetreides vor der Abweidung durch Wildtierherden zu bewahren. Für diese Annahme fehlen am Göbekli Tepe archäologischen Belege, stattdessen deuten die Befunde und Analysen der jüngeren Ausgrabungen an, dass Formen domestizierten Getreides in Göbekli Tepe bereits während der Nutzung von Schicht III verarbeitet wurden.

### Astronomische Interpretation
Wie bei anderen Megalithanlagen wie Stonehenge in England oder maltesischen Megalithtempeln werden auch Theorien zu einem auf astronomische Nutzung ausgerichteten Zweck vertreten.
Bereits 2017 gingen Sweatman und Tsikritsis in einer Analyse der Anlage D davon aus, dass der auch als Geierstein bezeichnete Pfeiler 43 sich auf den die jüngere Dryaszeit auslösenden Meteoriteneinschlag beziehen könne. Sie gingen, ausgehend von einem klar erkennbaren Skorpion auf Pfeiler 43, den sie mit dem gleichnamigen Tierkreiszeichen gleichsetzten, davon aus, dass figürliche Darstellungen dem westlichen Tierkreiszeichen, einschließlich des Schlangenträgers entsprächen. Die konkrete Konstellation relativ zu einem als Sonne interpretierten Kreis oder Scheibe auf dem Stein ließe eine Interpretation als Angaben eines konkreten Datums um die Sommersonnenwende des Jahres 10.950 v. Chr. (±250 Jahre) zu. Die Tiersymbole des Fuchses und des Wildschweins vermuten Sweatman und Tsikritis als Darstellungen der nördlichen und südlichen Tauriden-Meteorschauer. Aufbauend auf diese Interpretation ging Martin B. Sweatman davon aus, dass Reihen von v-förmigen Zeichen über der Vogeldarstellung auf Pfeiler 43 als 29 beziehungsweise 30 Tage von Lunationen darstellen würden, die zwölfmal zu zählen seien, was 354 Tage ergäbe. Fünf doppelte V-Zeichen interpretierten er als zusätzliche Tage, was 364 Tage eines Solarkalenders entspräche. Dies wäre dann der älteste überlieferte Solarkalender. Allerdings halten andere Autoren dagegen, dass die Sichtung eines einzigen markanten Himmelsereignisses noch nicht gleich Astronomie mache, selbst wenn der Betrachter den kausalen Zusammenhang mit der kurz darauf folgenden Naturkatastrophe ahnungsvoll erfasst und die Ursache denn auch wirklich auf der Stele abgebildete hätte. So gesehen bleibt die These in mehrerer Hinsicht umstritten.

### Psychologische Ansätze u. a.
In einem tiefenpsychologischen Interpretationsvorschlag vergleicht Theodor Abt die Symbolik der ältesten Steinkreise mit der später zur rechteckigen Form gewechselten Anordnung und den oft in feinster Handwerksarbeit plastisch nachgebildeten Tieren. Anders als K. Schmidt nimmt er dabei nicht an, dass es sich bei diesen Anlagen um abstrakte Porträts etwa der Ahnen der bereits politisch organisierten Architekten handeln könnte, sondern kommt zu dem von C. G. Jung inspiriertem Schluss, die Monumente würden „das Wirken von Archetypen als unbewussten geistigen Antriebskräften auf diese Kulturleistung“ spiegeln. Somit hätten die Urheber dieser ältesten bekannten Megalith-Monumente anhand ihrer der Nachwelt unwissentlich einen Beleg für die „beginnende Stärkung eines zentrierenden Ich-Bewusstseins, die Entwicklung eines zentrierten Gottesbildes und eine Lösung des Menschen aus einer Ureinheit mit der Umwelt“ erschaffen. Dieser primär neurologisch determinierte Prozess sei „synchronistisch mit der Neolithischen Revolution“ verlaufen.
Andere Autoren bevorzugen eher, die zeit-räumlich nahen Zusammenhänge mit der beginnenden Landwirtschaft zu erörtern, denken dabei aber ihrerseits an eine sich irgendwie auf Distanz zur Natur bringende 'Selbstdomestizierung' des Homo sapiens, die mit dem Phänomen des religiösen Glaubens (Tempeln oder Kirchen im Dorf) der gegenwärtigen Menschheit zu tun zu haben scheint. So schrieb Yuval Noah Harari in seinem Buch Eine kurze Geschichte der Menschheit, die Vermutung liege nahe,

„dass die Anlage auf dem Göbekli Tepe irgendetwas mit der Domestizierung des Weizens und des Menschen zu tun haben muss. Um die Menschen zu ernähren, die derart monumentale Bauwerke errichteten, waren gewaltige Mengen an Lebensmitteln nötig. Es ist durchaus denkbar, dass die Jäger und Sammler nicht vom Weizensammeln zum Weizenanbau übergingen, um ihren üblichen Kalorienbedarf zu decken, sondern um einen Tempel zu bauen. Sollte das stimmen, dann könnten religiöse Überzeugungen die Menschen veranlasst haben, den hohen Preis zu zahlen, den der Weizen verlangte. Früher ging man davon aus, dass sich die Siedler erst in einem Dorf niederließen und dann in der Mitte einen Tempel errichteten. Göbekli Tepe lässt vermuten, dass erst der Tempel kam und dann das Dorf.“

Der Zoologe und Anthropologe Carel van Schaik richtet sein Augenmerk auf jenes Detail Göbekli Tepes, das das einzige darstellt, welches zweifellos biologischer Abkunft ist, kommt dabei aber zu psychologischen Schlüssen, die erneut darauf zielen, eine Verbindung zu konstruieren, die direkt von einem prähistorischen Denken, Empfinden und Tun zur Religion führen soll. Seines Erachtens deutet die Darstellung der zahllosen gefährlichen Tiere mit ihren erigierten Penissen darauf hin, dass sich hier Jäger-Mannschaften nostalgisch verewigen wollten, während ihr Jagderfolg immer weniger zu ihrer und der Ernährung ihrer Frauen-/Kindergruppen beigetragen habe. Auffällig sei auch, so der Autor, dass hier gerade nicht der Reichtum der neuen Zeit abgebildet wurde, nämlich die Erträge des Ackerbaues, den die Konstrukteure der Anlagen demnach bereits etabliert hätten. Schließlich hätten die Archäologen bislang auch noch keine der Frauen- und Fruchtbarkeits-Motive gefunden, die für die vorherige Epoche sonst so typisch gewesen sind (siehe unter anderem Venus von Willendorf). Für van Schaik stellen daher die Monumente von Göbekli Tepe den gewollten Ausdruck männlicher Macht dar, die mit ihren emporragenden oder gar phallisch drohenden Megalithsäulen die nahende Phase der patriarchalischen Religion ankündigt.

### Verschwörungstheorien
Ohne empirische Grundlage nahm der Journalist Graham Hancock an, dass Göbekli Tepe von Angehörigen einer durch eine Eiszeit ausgelöschten Kultur errichtet worden sei. In Joe Rogan Podcast spekulierte im November 2024 der Youtubeer Jimmy Corsetti, dass Archäologen deshalb so langwierig forschten, weil sie das Geheimnis um Göbekli Tepe erhalten und Touristen anlocken wollten.

## Moderne Nutzung
Der Göbekli Tepe ist heute neben archäologischem Ausgrabungsgebiet ein Wallfahrtsort der frommen regionalen Bevölkerung. An seinem höchsten Punkt steht ein in der Ödnis dank guter Bewässerung prächtig gedeihender Maulbeerbaum, der als dilek ağacı (Wunschbaum) gilt. Er wächst in der Mitte eines von Steinmauern umgebenen kleinen Platzes, auf dem sich einige islamische Gräber befinden. An die Zweige des Baumes bindet man Streifen farbigen Tuches an, wobei ein Wunsch ausgesprochen wird, manchmal verbunden mit einem Gelübde. Dabei handelt es sich um einen aus weit vorislamischer Zeit stammenden Brauch, der in der Türkei weit verbreitet ist.
Mittlerweile wird der Ort samt seiner Umgebung in Form eines etwas abseits von jenem Friedhof gelegenen Archäologieparks der Öffentlichkeit zugänglich gemacht. Durch eingerichtete Wegstrecken, die die Besucher zu einer Reihe der betrachtenswertesten Objekte lenken, soll nicht zuletzt auch gewährleistet werden, dass die prähistorischen Denkmale in ihrer Ursprünglichkeit möglichst bewahrt bleiben.

## Rezeption
Der Göbekli Tepe genießt inzwischen eine recht weitgehende moderne Rezeption. Hierzu gehören insbesondere Beiträge in einschlägigen wissenschaftsjournalistischen Magazinen sowie Fernsehdokumentationen. Mit großen Artikeln war der Fundort bisher im Geo-Magazin sowie in National Geographic vertreten. Auch die Terra-X-Folge Jenseits von Eden – Lifestyle in der Steinzeit sowie die Produktion Lost Civilization: Göbekli Tepe – 12.000 years ago von National Geographic beschäftigten sich intensiv mit diesem Fundort. Zudem wird Göbekli Tepe in den Netflix-Serien Atiye – Die Gabe und Untergegangen Zivilisationen auf der Spur thematisiert.
Darüber hinaus wird der Göbekli Tepe auch in der modernen Malerei rezipiert. Der Künstler Matti Braun präsentierte in der Ausstellung Özurfa 2008 im Museum Ludwig in Köln auch Gemälde zum Göbekli Tepe. Hans Gustav fertigte einen Zyklus von Porträts des Grabungsteams 2007 an. Der umfangreichste Zyklus geht auf Matthias Rummer zurück, der eine Reihe von Aquarellen zum Göbekli Tepe anfertigte.
Am 1. Juli 2018 wurde Göbekli Tepe von der UNESCO zum Weltkulturerbe erklärt.